# Přírodní rezervace İsmayıllı
Státní přírodní rezervace İsmayıllı leží na jižních svazích Velkého Kavkazu v Ázerbájdžánu, okres İsmayıllı.
Vznikla 12. června 1981 s cílem zachovat přírodní komplex o rozloze 5,78 ha. Dělí se na dvě oblasti: hory (nadmořská výška 800–2250 m n. m.) zabírající 96,3 % z celkové plochy a roviny (nadmořská výška 600–650 m n. m.) zabírající 3,3 % z celkové plochy. 87 % rozlohy jsou lesy, 4 % subhorské louky. Roste zde dub, habr, buk, jasan, javor a další. Žije zde 40 druhů savců, 17 druhů plazů, 6 druhů obojživelníků, 4 druhy ryb a 104 druhů ptáků. Lze zde spatřit medvěda, kočku divokou nebo rysa.
Kabinet ministrů Ázerbájdžánské republiky 12. června 2003 v souladu s usnesením č. 115 rozšířil území rezervace na 167 km².